# A Night on the Town (Brownsville Station)
| Recensione | Giudizio |
| ---------- | -------- |
| AllMusic   | [ 1 ]    |

A Night on the Town è il secondo album discografico del gruppo rock statunitense Brownsville Station, pubblicato dalla casa discografica Big Tree Records nel maggio del 1972.

## Tracce
Lato A
1. Rock with the Music – 3:16 (Micahel Lutz)
2. I Got Time – 2:40 (Michael Lutz)
3. Lovin' Lady Lee – 2:28 (Tony Driggins)
4. Mad for Me – 2:33 (Pookie Shark)
5. Mister Robert – 4:00 (Pookie Shark)

Lato B
1. Wanted (Dead or Alive) – 3:23 (Cub Koda)
2. Country Flavor – 4:20 (Tony Driggins)
3. Jonah's Here to Stay – 6:41 (Michael Lutz)
4. Leavin' Here – 3:00 (Holland, Dozier, Holland)
5. The Man Who Wanted More (Saints Rock & Roll) – 2:11 (Tradizionale; arrangiamento dei Brownsville Station)

## Formazione
- Michael Lutz - voce solista, chitarra, tastiere
- Cub Koda - chitarra solista, voce, armonica
- Tony Driggins - basso, voce
- David Henri Weck - batteria

Note aggiuntive
- Eric Stevens - produttore
- Registrazioni effettuate al Cleveland Recording, Cleveland, Ohio (Stati Uniti)
- Ken Hamann - ingegnere delle registrazioni
- Al Nalli - manager
- Gary Chicarelli - cover art
- Rob Nalli - fotografie retrocopertina album[4]

## Classifica
Album
| Anno | Classifica    | Posizione raggiunta |
| ---- | ------------- | ------------------- |
| 1972 | Billboard 200 | 190                 |